# Rocca di Corno
Rocca di Corno (Córnu in dialetto locale) è una frazione di 39 abitanti del comune di Antrodoco, in provincia di Rieti. Il centro sorge a 930 m s.l.m. ed è posto lungo la strada statale 17 dell'Appennino Abruzzese ed Appulo-Sannitico, quasi sul confine con la provincia dell'Aquila.

## Geografia fisica

### Territorio e orografia
Il paese, pur essendo nel Lazio, è posto nell'Appennino cosiddetto abruzzese, che va dal Passo della Torrita (Amatrice) fino alle porte del Molise. Rocca di Corno si trova in una suggestiva vallata a sé stante, che segue l'andamento nordovest-sudest tipico della dorsale appenninica, chiusa tra il Cicolano da una parte e l'area dell'Alto Aterno dall'altra.

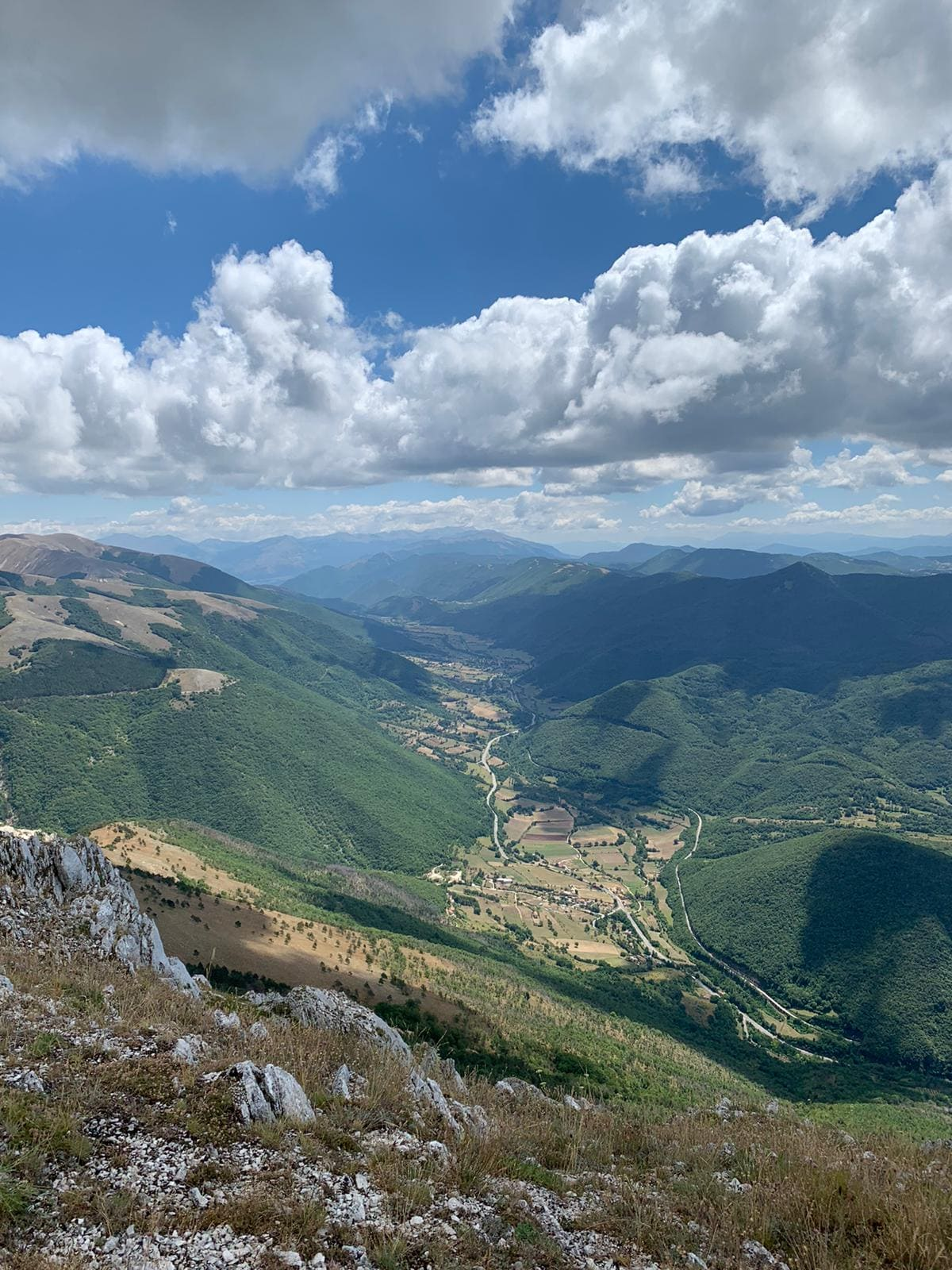
La Valle di Corno vista da Monte Giano

L'abitato è ai piedi del Gruppo montuoso di Monte Calvo, sul versante sudoccidentale della vetta principale. Le sue case degradano lungo il pendio che finisce in uno strettissimo fondovalle (Prati di Corno), a sua volta sovrastato dalle ultimissime propaggini di Monte Nuria. La valle a nordovest scende di altitudine verso le Gole di Antrodoco, dominate dal massiccio di Monte Giano. A sudest incontra i rilievi occidentali della Conca aquilana.

### Alture e bellezze naturali
La posizione di Rocca di Corno ricade in una porzione appenninica particolarmente pittoresca. Infatti il complesso di Monte Nuria, con i suoi altipiani, i suoi laghi e i suoi crinali, ha guadagnato i favori di escursionisti e sportivi in ogni stagione. La montagna è accessibile sia dal versante del Cicolano, sia percorrendo una strada dissestata che comincia proprio a Rocca di Corno.
Dalla parte opposta della vallata svetta Monte Calvo, la cui prosecuzione naturale a nordovest incontra Monte Giano attraverso i Piani di Cinno, meta di scampagnate estive. Nel complesso un patrimonio forestale a perdita d'occhio, dove oltre ai boschi non mancano acqua, prati, rocce, pascoli e punti di osservazione. Dalle vette attorno a Rocca di Corno, infatti, la vista spazia su un'ampia e prestigiosissima parte dell'Appennino centrale, senza contare che il massiccio del Terminillo e quello del Gran Sasso sono raggiungibili in poco tempo in auto.
La montagna, ridente e godibile in estate, può trasformarsi in un ambiente irriconoscibile in inverno. Infatti, nel caso di stagioni particolarmente umide e nevose, questi rilievi, nella fascia disabitata al di sopra dei 1300 m s.l.m., possono divenire luoghi incantati e difficilmente accessibili, con accumuli di neve superiori al metro. Pertanto dette alture, nonostante la relativa vicinanza a Roma e l'altitudine inferiore ai 2000 m.s.l.m, risultano esposte a fenomeni abbondanti a causa del posizionamento e delle molteplici prominenze.
Le vette principali:
- Monte Calvo 1898 m s.l.m.

- Monte Nuria 1888

- Colle di Mezzo 1873

- Colle Renose 1867

- Monte Caola 1837

- Monte Giano 1820

- Colle Piano 1745

- Monte Torrecane 1576

- Colle del Ghiaccio 1506

- Monte Vignole 1470

I luoghi simbolo:
- Lago di Rascino

- Lago di Cornino

- Castello di Piscignola

- Piani di Cinno

### Flora e fauna
I pendii fino a quota 1000 sono colonizzati da boschi misti, con prevalenza di quercia e carpino. Più in alto vastissime faggete ricoprono la fascia fino alla media montagna (1600), intervallate solo da pinete di rimboschimento e prati. Salendo oltre queste quote è pressoché impossibile trovare alberi.
La presenza di animali è favorita dalla geografia, infatti queste sono considerate zone di raccordo naturale tra il reatino e l'Abruzzo. D'altronde la vista, anche a valle, spazia dal Monte Terminillo fino al Monte Ocre, in un continuum di rilievi-ponte che ospitano una fauna variegata. Qui vivono il cinghiale, il capriolo, il cervo, il lupo, la volpe, la lepre, il ghiro, il tasso, l'assiolo, il cuculo, il picchio e molte altre specie.

### Clima
Il tempo del paese e di questa tratta stradale è particolarmente influenzato dalle montagne. In inverno infiltrazioni d'aria da est-nordest portano spesso freddo asciutto, infatti l'imponente dorsale appenninica orientale (es. Gran Sasso, Laga) pone questa zona in ombra pluviometrica: le nevicate si spingono fino all'amatriciano e al Passo delle Capannelle per poi affievolirsi. Solo se l'ingresso da nordest è strutturato a tutte le quote, e impatta diretto sulla dorsale, la zona può vedere bufere di neve intermittenti (béferina in dialetto locale) alternate a schiarite. Scarsi gli accumuli al suolo, grossomodo inferiori ai 15 centimetri. Discorso simile con lo scirocco, il quale non riesce a produrre più di qualche piovasco sabbioso, mentre ingressi da sudovest sono forieri di piogge a volte importanti e raffiche di vento. Le avvenzioni fredde da ovest-nordovest, ora verrà spiegato, sono le migliori per avere condizioni da neve.

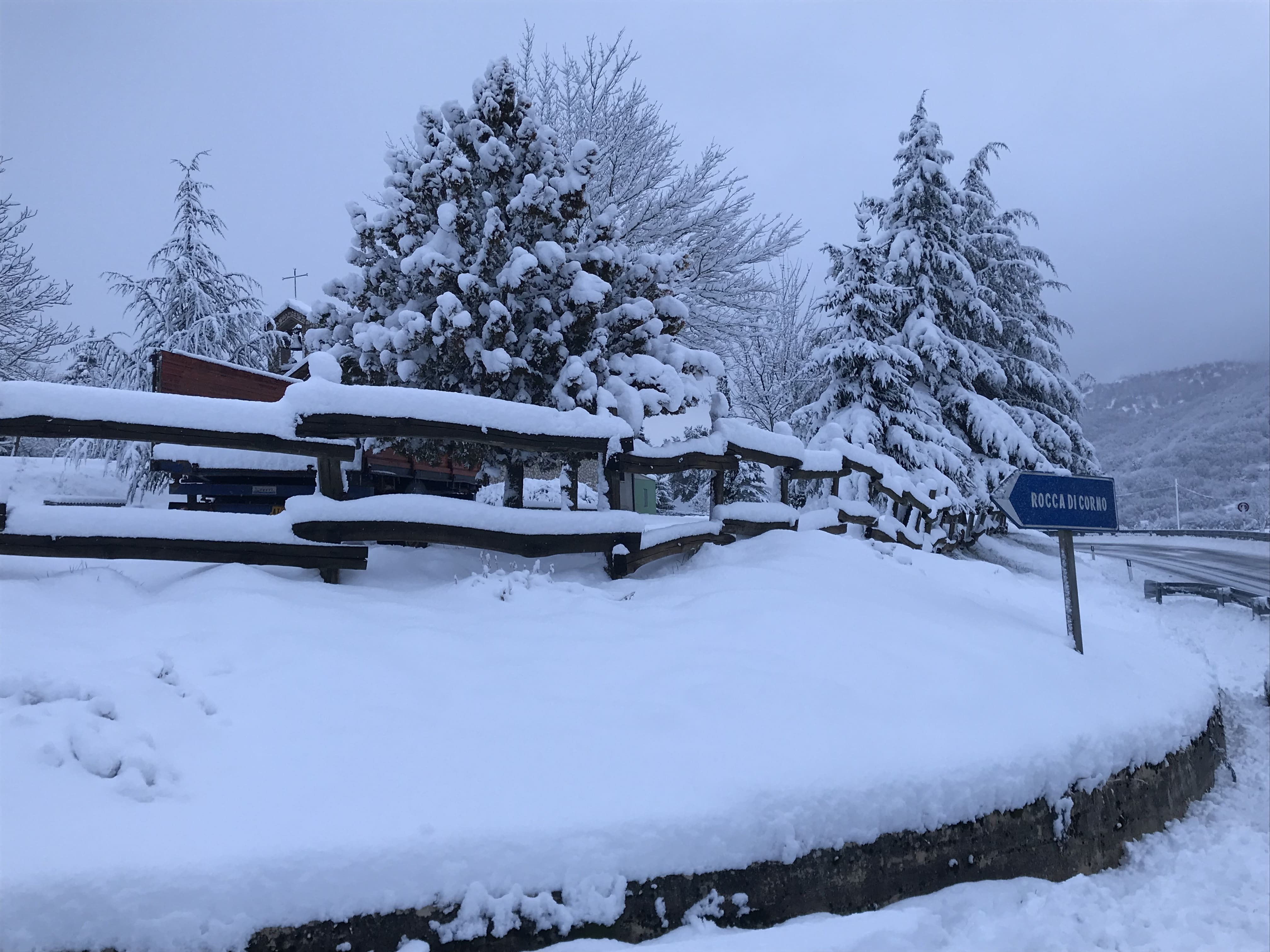
Area prossima all'ingresso del paese dopo una nevicata

Con lo stabilirsi di un flusso freddo occidentale e duraturo, il paese può avere nevicate notevoli. La traiettoria delle correnti che scendono dalla Valle del Rodano o dalla Porta di Carcassona, infatti, generando un ingresso franco del maltempo dal Tirreno verso il Lazio, mira la dorsale appenninica occidentale (di cui Rocca di Corno è parte), così le perturbazioni riescono a esprimersi con vigore, esaltate dal contributo orografico dei rilievi. In tali casi gli accumuli di neve in valle possono ammontare a decine di centimetri, con valori crescenti in caso di persistenza della circolazione descritta.
Sempre in riferimento agli inverni, utile spiegare che la zona durante le ore notturne con cielo sereno e in assenza di vento costituisce un unico grande lago gelido insieme al comparto aquilano: l'aria fredda, notoriamente pesante, si appoggia alle basse quote in tutta la provincia abruzzese (a volte rimanendo intrappolata per giorni), coinvolgendo, ora più ora meno, la vallata di Rocca di Corno, zona adiacente e costellata anch'essa da alture importanti. Non sono affatto rare temperature prossime ai -15 °C in paese, senza scomodare le ondate di gelo storiche che portano valori anche inferiori.
In estate, a causa della conformazione a imbuto, la valle può risultare decisamente calda nelle ore centrali del giorno, specie in caso di anticiclone africano (sempre più comune in anni recenti). Tuttavia la certezza di brezze pomeridiane riduce al minimo la forbice a scarso comfort, limitandola a tre, quattro ore. I temporali pomeridiani, certamente possibili, spesso prediligono traiettorie diverse da questa, interessando i rilievi circostanti. Le notti estive possono essere persino fredde, con temperature occasionalmente inferiori ai 10 °C e in questo caso più rigide di quelle che si registrano all'Aquila e dintorni, dove il rilascio di calore dei fabbricati è maggiore.
Da sottolineare infine che le mezze stagioni possono subire l'ingerenza dei rigori invernali. Frequenti le nevicate ad aprile, seppur effimere. Raramente la temperatura può scendere sottozero addirittura nel mese di maggio, come avvenuto nel 2019.

## Storia
"Corno" fu centro abitato sia nel periodo sabino sia in quello romano, essendo stati rinvenuti reperti ed evidenze nei pressi dell'attuale stazione ferroviaria e nella vicina frazione di Vignola. Tuttavia le due iscrizioni storiche arrivate fino ai giorni nostri non aiutano a ricostruire molto. Una fu rubata dopo il ritrovamento.
Il centro continuò ad essere abitato anche nel periodo medievale, costituendo un punto fortificato e di difesa lungo la strada che da Interocrium portava ad Amiternum e poi al Mare Adriatico. Apprendiamo che Raniero figlio di Giuseppe era castellano di Corno nel 1117, costui donò alla chiesa di S. Maria (posta in località Valluta) un accasamento in cui raccogliere i pellegrini. Negli anni però la situazione economica degli abitanti si fece precaria a causa delle continue scorrerie di armati e sbandati di ogni genere, inoltre Federico II Re di Sicilia volle concentrare in città demaniali i centri della montagna abruzzese; è così che il castello di Corno con i suoi pochi dimoranti partecipò all'edificazione della città dell'Aquila nel 1254. Corno ebbe nell'attuale capoluogo d'Abruzzo il suo quartiere e la sua chiesa (sempre intitolata a S. Maria) e per qualche tempo rimase autonoma. La chiesa, distrutta da uno dei terremoti della zona, venne una prima volta riedificata ma successivamente scomparve del tutto.
Le terre di Corno a quel punto venivano coltivate a cadenza stagionale o limitata nel tempo. Contemporaneamente si verificò una massiccia vendita di terreni agli abitanti di Antrodoco. Nacque uno scontro tra gli allevatori antrodocani e la municipalità aquilana che finì col coinvolgere entrambe le amministrazioni. Seguirono interminabili controversie fin quando la città dell'Aquila, alle prese con turbolenze che dividevano la civica amministrazione, mollò la presa: nel 1750 il territorio di Corno fu inglobato nell'Università di Antrodoco. In questo periodo avvennero importanti investimenti, anche ad opera di privati. Fra le altre sorse Osteria Blasetti, una stazione di sosta, ristoro e cambio dei cavalli del servizio postale e di trasporto pubblico.
Nell'Ottocento passarono per questa valle scrittori come Kappel-Craven ed Edward Lear, il primo descrive questi luoghi come "freschi, verdi e rigogliosi di pascoli" che tanto gli ricordavano la Cornovaglia, sua terra natia. Un'ulteriore spinta economica per Corno fu la costruzione della ferrovia, infatti la comunità diede ospitalità e ristoro alla folta manovalanza impiegata nell'infrastruttura. Su questa scia nacque anche Osteria Boccacci.
Vicende storiche, sia nel XIII Secolo sia nel XIX, generarono confusione tra i nomi di quattro frazioni esistenti ancor oggi, tra cui Rocca di Corno. Dell'intricata vicenda è importante sapere che dall'antica Corno sono nate le due odierne frazioni denominate Rocca di Corno e Castello di Corno.
Gli ultimi resti del castello, ubicato originariamente nella collina sovrastante l'attuale stazione ferroviaria, sono stati purtroppo vittime dell'installazione di un ripetitore di telefonia mobile, la cui base è stata cementata in mezzo ai resti delle cinte murarie.
Da rimarcare, come accennato in precedenza, che questi territori sono strati interessati in diverse fasi dal fenomeno del brigantaggio, dunque hanno subito incursioni di malfattori e furti attraverso la propria via di comunicazione.

## Demografia e tradizioni

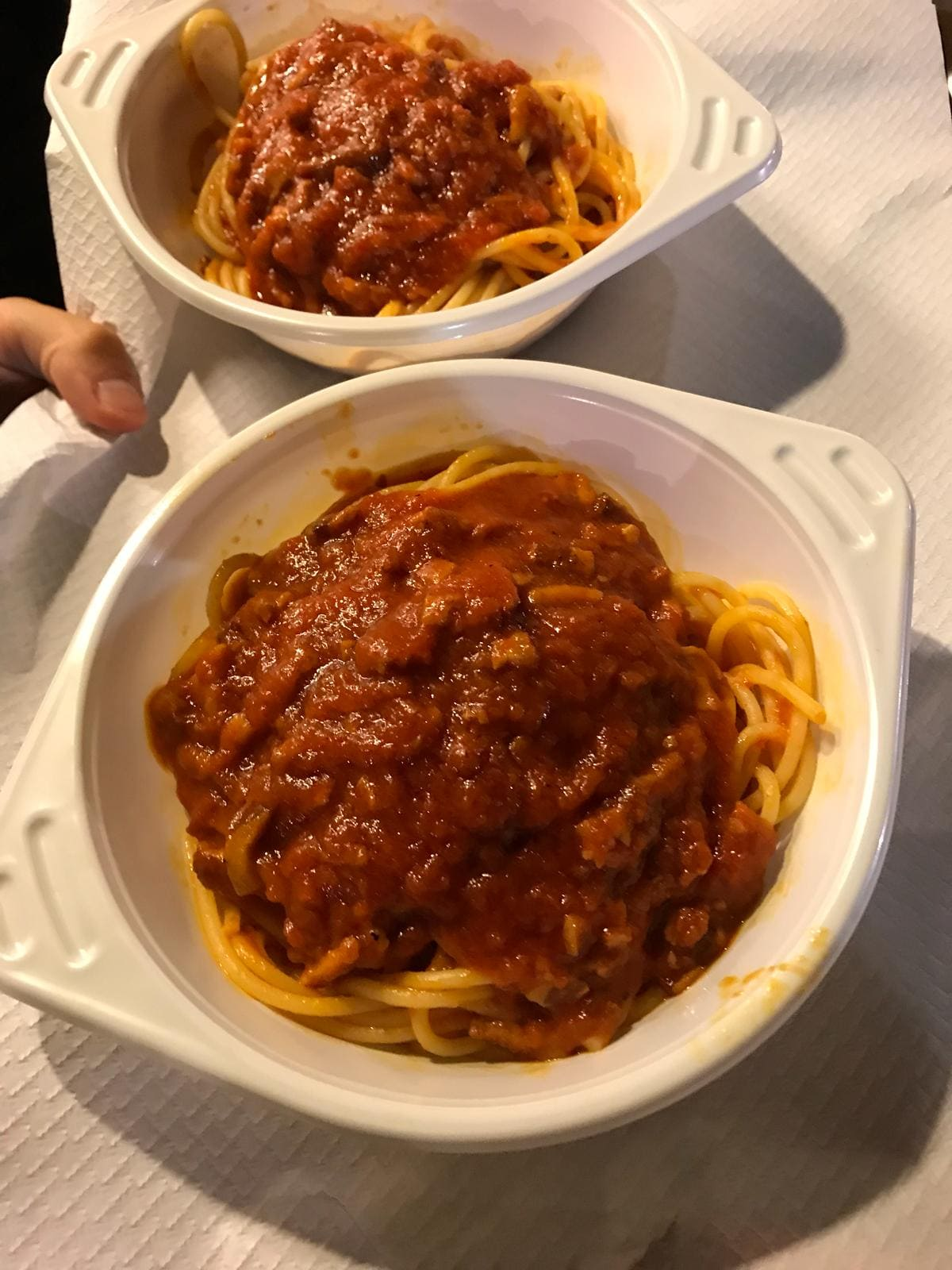
Spaghetti all'amatriciana

Rocca di Corno, esattamente come altri centri, ha patito lo spopolamento delle aree montane verificatosi negli ultimi decenni. Infatti fino alla metà del Novecento la frazione era abitata stabilmente da molte famiglie. Oggi resta però sede di industria, artigianato, allevamento e agricoltura, contando su una comunità laboriosa e su un'antropizzazione che pur essendosi ridotta non è mai scomparsa. Le abitazioni sono sparse e non esiste un vero e proprio borgo, fatta eccezione per la via centrale. In piazza si erge la chiesa di Santa Maria della Tenerezza.
Il paese vive anche di seconde case, restando tuttora un punto fermo per villeggianti sia in occasione di festività comandate, sia nella stagione calda. Il secondo fine settimana di agosto si svolge la Sagra delle lumache, manifestazione che ha compiuto 40 anni. I molluschi vengono preparati con una ricetta tradizionale al sugo e il paese fa registrare un boom di presenze, con avventori sia dall'aquilano sia dal reatino.
I primi piatti più in voga nella zona sono i rossi spaghetti all'amatriciana, i bianchi cannarozzetti "sfritto e cacio" (ditali rigati conditi da guanciale, pancetta, pecorino e pepe) e gli stracci antrodocani (crepes ripiene con ragù di carne). Tra i secondi rientra senza dubbio la grigliata ovina tipica dell'aquilano, infatti oltre al maiale prevede arrosticini, costolette e coscio di castrato, tutto alla brace. Una menzione per due dolci: la pizza dolce pasquale e la copeta (simile alla nociata sabina).

## Infrastrutture e trasporti

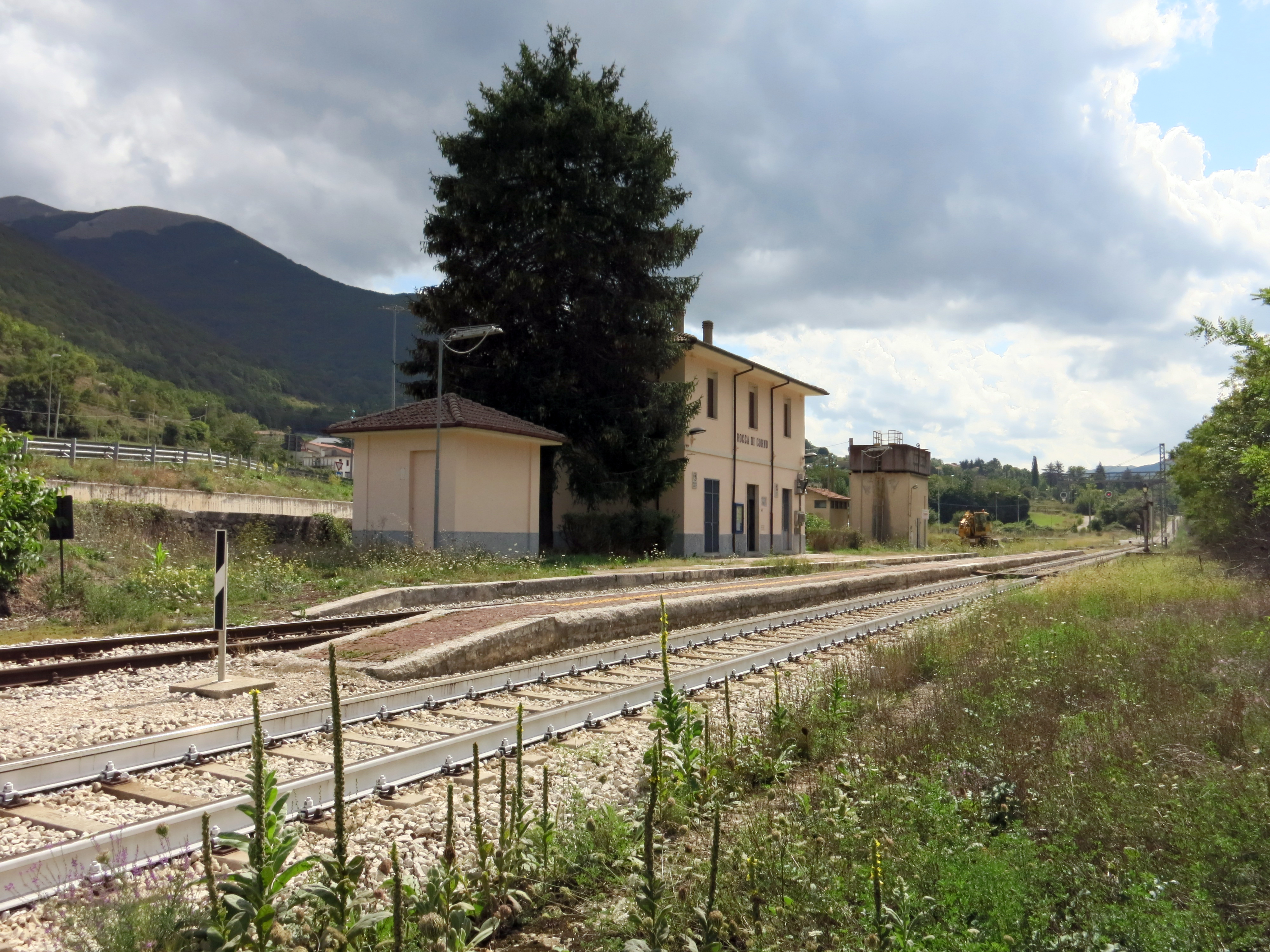
La stazione di Rocca di Corno

Rocca di Corno è attraversata dalla Strada Statale 17 dell'Appennino Abruzzese ed Appulo Sannitica, che unisce proprio questo comune, Antrodoco, a Foggia percorrendo l'Abruzzo. Lasciando la città di Antrodoco la strada si inerpica tra le omonime gole, costeggiando la frazione di Vignola al km 6, quella di Castello di Corno al km 9,300 e giungendo alle prime case di Rocca di Corno al km 10,200. La tratta che porta da Rocca di Corno al valico di Sella di Corno è una delle più suggestive dell'intero itinerario, bordata da una pineta che costeggia entrambi i sensi di marcia.
Da Rocca di Corno, come accennato, è possibile raggiungere altri versanti montani grazie a strade non asfaltate e dissestate (solo 4x4): esistono collegamenti sia con l'Altopiano di Cascina e quindi Cagnano Amiterno (Aq), sia con l'Altopiano di Rascino e quindi Fiamignano (Ri).
La valle è attraversata dalla ferrovia Terni-Sulmona, considerata un'opera incantevole. Consistendo in un percorso appenninico essa ha un andamento curvo, ondulato e ricco di pendenze.